# ویلی هال (طبل‌زن)
ویلی هال (انگلیسی: Willie Hall؛ زادهٔ ۸ اوت ۱۹۵۰) یک هنرپیشه اهل ایالات متحده آمریکا است.